# Gunnar Sandevärn
Karl Gunnar Sandevärn, född 28 oktober 1941 i Burträsk, Västerbottens län, är en svensk musiker, låtskrivare och lärare. 

## Biografi
Sandevärns far var kyrkomusiker och musiklärare i Burträsk. Familjen flyttade i ungdomsåren till Torshälla i Södermanland, där Gunnar Sandevärn började sin karriär som pianist i olika orkestrar. Han turnerade på 1960-talet med Annifrid Lyngstad, 1963-1966 som orkesterledare med Lyngstad som vokalist. 1966-1968 var han kryssningsunderhållare på Norska Amerikalinjen. Under 1970-talet var han medlem av Ingmar Nordströms orkester och en mycket aktiv låtskrivare, med flera hits på Svensktoppen, bland annat Göta kanal, Vart tar alla vackra drömmar vägen och Krylbo Central. Han medverkade även bland annat som musiker i Hasse och Tage-revyn Glaset i örat (1973). Sandevärn utbildade sig sedermera till musik- och svensklärare och var i många år verksam som lärare i Torshälla och Eskilstuna.
Sandevärn var sommarpratare i Sveriges Radio 1979 och 1980.